# Malis regioner
Mali är indelat i åtta regioner (régions) och ett huvudstadsdistrikt (Bamako). Regionerna är indelade i 49 cercles som i sin tur är indelade i arrondisment. Regionerna är indelade med romerska siffror från väst till öst. 
| Nummer | Region    | Huvudstad | Yta (km2) | Karta          |
| ------ | --------- | --------- | --------- | -------------- |
| VII    | Gao       | Gao       | 170 572   | Malis regioner |
| I      | Kayes     | Kayes     | 120 760   | Malis regioner |
| VIII   | Kidal     | Kidal     | 151 430   | Malis regioner |
| II     | Koulikoro | Koulikoro | 90 120    | Malis regioner |
| V      | Mopti     | Mopti     | 79 017    | Malis regioner |
| IV     | Ségou     | Ségou     | 64 947    | Malis regioner |
| III    | Sikasso   | Sikasso   | 71 790    | Malis regioner |
| VI     | Timbuktu  | Timbuktu  | 497 926   | Malis regioner |
|        | Distrikt  | Huvudstad | Yta (km2) | Malis regioner |
| -      | Bamako    | Bamako    | 252       | Malis regioner |